# Songdalen

Wappen von Songdalen

Songdalen war eine Kommune in der Provinz Vest-Agder in Norwegen. Ihr Verwaltungssitz lag in Nodeland. Im Zuge der Kommunalreform in Norwegen wurden Songdalen und Søgne zum 1. Januar 2020 nach Kristiansand eingemeindet.
Die Kommune entstand 1964 aus dem Zusammenschluss der Gemeinden Finsland und Greipstad sowie Teilen der Gemeinde Øvrebø. Auf einer Fläche von 217 km² lebten 6706 Einwohner (Stand: 1. Januar 2019). Die Kommunennummer war 1017. Letzter Bürgermeister war Johnny Greibesland (Sp).
Songdalen lag östlich von Kristiansand am Oberlauf des Flusses Songdalselva. Der Fluss durchfließt beim Berg Underåsen eine rund 100 m tiefe und 1 km lange Klamm und ist bei Kanusportlern wie Anglern beliebt. Ein Gutteil der Kommune war bewaldet; in den Höhenlagen dominierten Kiefern und Fichten, talwärts auch Eichen. Um den Ort Finsdal im Norden der Gemeinde befand sich ein Moorgebiet, in dem sich unter anderem Biber, Elche und Rehe beobachten ließen.

## Wappen
Beschreibung des Wappens: In Grün drei goldene Eicheln und in gleicher Anzahl ebenso gefärbte Eichenblätter im Dreipass.